# Nazionale olimpica di calcio della Germania
La Nazionale olimpica della Germania di calcio è la rappresentativa calcistica della Germania che rappresenta l'omonimo stato ai Giochi olimpici. Ha ottenuto l'argento alle olimpiadi del 2016.

## Statistiche dettagliate sui tornei internazionali

### Giochi olimpici
| Anno | Luogo             | Piazzamento             | V | N | P | Gol  |
| ---- | ----------------- | ----------------------- | - | - | - | ---- |
| 1952 | Helsinki          | Quarto posto            | 2 | 0 | 2 | 8:6  |
| 1956 | Melbourne         | Turno di qualificazione | 0 | 0 | 1 | 1:2  |
| 1960 | Roma              | Non qualificata         | - | - | - | -    |
| 1964 | Tokyo             | Non qualificata         | - | - | - | -    |
| 1968 | Città del Messico | Non qualificata         | - | - | - | -    |
| 1972 | Monaco di Baviera | Secondo turno           | 3 | 1 | 2 | 17:8 |
| 1976 | Montréal          | Non qualificata         | - | - | - | -    |
| 1980 | Mosca             | Non qualificata         | - | - | - | -    |
| 1984 | Los Angeles       | Quarti di finale        | 2 | 0 | 2 | 10:6 |
| 1988 | Seul              | Bronzo                  | 4 | 1 | 1 | 16:4 |
| 1992 | Barcellona        | Non qualificata         | - | - | - | -    |
| 1996 | Atlanta           | Non qualificata         | - | - | - | -    |
| 2000 | Sydney            | Non qualificata         | - | - | - | -    |
| 2004 | Atene             | Non qualificata         | - | - | - | -    |
| 2008 | Pechino           | Non qualificata         | - | - | - | -    |
| 2012 | Londra            | Non qualificata         | - | - | - | -    |
| 2016 | Rio de Janeiro    | Argento                 | 3 | 3 | 0 | 22:6 |
| 2020 | Tokyo             | Primo Turno             | 1 | 1 | 1 | 6:7  |
| 2024 | Parigi            | Non qualificata         | - | - | - | -    |

## Tutte le rose

### Giochi olimpici

#### Germania Ovest (dal 1950 al 1990)
Calcio ai Giochi Olimpici Estivi 19521 Schönbeck, 2 Bensch, 3 Eberle, 6 Sommerlatt, 7 Jäger, 8 Gleixner, 9 Post, 10 Schäfer, 11 Mauritz, 12 Hinterstocker, 13 Stollenwerk, 14 Zeitler, 15 Schröder, 16 Ehrmann, 19 Wittig, 20 Klug, CT: Herberger
Calcio ai Giochi Olimpici Estivi 19561 Görtz, 2 Eglin, 3 Gerdau, 4 Höfer, 5 Jäger, 6 K. Hoffmann, 7 R. Hoffmann, 8 Semmelmann, 9 Schwall, 10 Mauritz, 11 Geiger, 12 Zeitler, 13 Schäfer, 14 Habig, 15 Brülls, CT: Herberger
Calcio ai Giochi Olimpici Estivi 19721 Wienhold, 2 Baltes, 3 Hollmann, 4 Schmitt, 5 Haebermann, 6 Bleidick, 7 Bitz, 8 Seliger, 9 Wunder, 10 Hoeneß, 11 Worm, 12 Mietz, 13 Nickel, 14 Kaltz, 15 Seelmann, 16 Kalb, 17 Hitzfeld, 18 Hammes, 19 Bradler, CT: Derwall
Calcio ai Giochi Olimpici Estivi 19841 Franke, 2 Bockenfeld, 3 Dickgießer, 4 Bast, 5 Wehmeyer, 6 Buchwald, 7 Groh, 8 Bommer, 9 Schatzschneider, 10 Brehme, 11 Mill, 12 Junghans, 13 Schön, 14 Lux, 15 Rahn, 16 Schreier, 17 Schlindwein, CT: Ribbeck
Calcio ai Giochi Olimpici Estivi 19881 Reck, 2 Schulz, 3 Görtz, 4 Funkel, 5 Hörster, 6 Janßen, 7 Bommer, 8 Fach, 9 Klinsmann, 10 Wuttke, 11 Mill, 12 Kamps, 13 Grahammer, 14 Häßler, 15 Schreier, 16 Walter, 17 Sievers, 18 Kleppinger, 19 Riedle, 20 Sauer, CT: Löhr

#### Germania riunificata (dal 1991)
Calcio ai Giochi Olimpici Estivi 20161 Horn, 2 Toljan, 3 Klostermann, 4 Ginter, 5 Süle, 6 S. Bender, 7 Meyer, 8 L. Bender, 9 Selke, 10 Goretzka, 11 Brandt, 12 Huth, 13 Max, 14 Bauer, 15 Christiansen, 16 Prömel, 17 Gnabry, 18 Petersen, 22 Oelschlägel, CT: Hrubesch
Calcio ai Giochi Olimpici Estivi 20201 Müller, 2 Henrichs, 3 Raum, 4 Uduokhai, 5 Pieper, 6 Ache, 7 Richter, 8 Arnold, 9 Teuchert, 10 Kruse, 11 Amiri, 12 Brodersen, 13 Maier, 14 Jakobs, 15 Torunarigha, 16 Schlotterbeck, 17 Stach, 18 Löwen, 22 Plogmann, CT: Kuntz
NOTA: Per le informazioni sulle rose precedenti al 1952 visionare la pagina della Nazionale maggiore.